# Biển Salish
Biển Salish (/ˈseɪlɪʃ/ SAY-lish) là một biển ven ở Thái Bình Dương nằm tại tỉnh Canada British Columbia và bang Hoa Kỳ Washington. Biển bao gồm eo Georgia, eo Juan de Fuca, Puget Sound, và một mạng lưới phức tạp kết nối các kênh nước và đường thủy.